# Big W
 (septembre 2019).
Pour les articles homonymes, voir W.
 (septembre 2019).
Big W est une chaîne australienne de grands magasins discount, qui a été fondée dans la région de la Nouvelle-Galles du Sud en 1964. La société est une division de Woolworths Group et en 2019 exploite 182 magasins, avec environ 22 000 employés à travers l'Australie et l'Asie.